# Newaygo megye
Newaygo megye az Amerikai Egyesült Államokban, azon belül Michigan államban található. Megyeszékhelye White Cloud, legnagyobb városa Fremont. Lakosainak száma 49 978 fő (2020. április 1.). Newaygo megye Lake, Kent, Mecosta, Montcalm, Osceola, Mason, Oceana és Muskegon megyékkel határos.

## Népesség
A megye népességének változása:
| Lakosok száma | 48 382 | 48 415 | 47 954 | 48 001 | 47 948 | 49 978 |
|               | 2010   | 2011   | 2012   | 2013   | 2015   | 2020   |